# Ellecourt
Ellecourt – miejscowość i gmina we Francji, w regionie Normandia, w departamencie Sekwana Nadmorska.
Według danych na rok 1990 gminę zamieszkiwało 128 osób, a gęstość zaludnienia wynosiła 29 osób/km² (wśród 1421 gmin Górnej Normandii Ellecourt plasuje się na 770. miejscu pod względem liczby ludności, natomiast pod względem powierzchni na miejscu 734.).